# Чкаља (филм)
Чкаља је југословенски филм из 1970. године. Режирао га је Миленко Маричић, а сценарио је писао Слободан Стојановић.

## Улоге
| Глумац                  | Улога |
| ----------------------- | ----- |
| Миодраг Петровић Чкаља  |       |
| Жарко Митровић          |       |
| Михајло Бата Паскаљевић |       |
| Чедомир Петровић        |       |
| Драгица Петровић        |       |
| Миодраг Поповић Деба    |       |
| Олга Станисављевић      |       |